# Sächsischer Bürgerpreis
Der Sächsische Bürgerpreis ist eine Auszeichnung des Landes Sachsen, die seit 2011 vergeben wird.
Der Freistaat Sachsen verleiht gemeinsam mit der Stiftung Frauenkirche Dresden und der Kulturstiftung Dresden der Commerzbank den Sächsischen Bürgerpreis. Er wurde in den Kategorien
- gesellschaftlich-soziales Engagement
- kulturell-geistliches Engagement
- Engagement in der Schule für Demokratie und Toleranz
- Engagement im Sport für Demokratie und Toleranz

vergeben und ist mit jeweils 5000 Euro dotiert. Vor der zehnten Verleihung im Jahr 2020 wurden die Kategorien überarbeitet und sind nun:
- Miteinander stärken – Land gestalten (Demokratie)
- Menschen helfen – Gemeinsinn stiften (Menschen)
- Traditionen pflegen – Geschichte verstehen (Heimat)
- Schöpfung bewahren – Natur schützen (Umwelt)
- Global denken – lokal handeln (Welt).

Der Sächsische Bürgerpreis ging aus dem Sächsischen Förderpreis für Demokratie hervor. 2010 lehnte das Projekt AKuBiZ, das in der Neonazi-Hochburg Sächsische Schweiz antirassistische Arbeit betreibt, den Preis ab. Begründet wurde dies mit der Voraussetzung, dass die Preisträger eine Erklärung gegen Extremismus unterzeichnen sollten. Das AKuBiZ wäre verpflichtet worden, seine Bündnispartner vor einer Zusammenarbeit zu überprüfen, was das Projekt mit einem Vergleich auf die Methoden der DDR-Staatssicherheit zurückwies und statt der jetzigen Erklärung eine Verpflichtung für humanistische und den Menschenrechten verpflichtende Ideale forderte.
Der Vorfall führte dazu, dass der Sächsische Förderpreis im kommenden Jahr unabhängig vom Sächsischen Staatsministerium ausgelobt wurde. Seit 2011 müssen Bewerber für den Sächsischen Förderpreis für Demokratie keinerlei Demokratieerklärung unterzeichnen. Der Freistaat Sachsen verleiht seither gemeinsam mit der Stiftung Frauenkirche Dresden und der Kulturstiftung Dresden der Dresdner Bank den Sächsischen Bürgerpreis.

## Preisträger
2011 und 2012 wurde der Preis nur in den ersten beiden Kategorien vergeben. Die Preisträger sind jeweils in der Reihenfolge der obigen Kategorien angegeben.
- 2011: Ruth Zacharias vom Botanischen Blindengarten Radeberg – das Projekt Meetingpoint Music Messiaen e. V.
- 2012: Verein Zukunft Jugend 21 e. V. aus Großenhain – der Verein zur Förderung der Kirche in Wiedersberg e. V.
- 2013: Jugendbeirat der Stadt Glauchau – Freundeskreis Schloss Hubertusburg e. V. – Bürgerinitiative »Action ©« für Demokratie, Toleranz und Zivilcourage aus Chemnitz – Dresdner SSV e. V.
- 2014: Bündnis für Humanität und Toleranz aus Kamenz – Monika Gerdes aus Crostwitz – Vereinigung der Verfolgten des Naziregimes – Bund der Antifaschistinnen und Antifaschisten (VVN-BdA) und das Käthe-Kollwitz-Gymnasium in Zwickau – Fan-Projekt Aue e. V.
- 2015: Willkommen im Hochland e. V. – Hospizverein Vogtland e. V. – Wolfgang Goldstein, Schulleiter der Oberschule Schleife – Tim Döke für seinen Einsatz bei der Integration von Flüchtlingen durch Sport im Landkreis Bautzen
- 2016: Ehrenamtliche »Betreuungslotsen« der Jugendgerichtshilfe Dresden – Jörg Dathe vom Döbelner SV – Ehrenamtlicher Bücherdienst der Städtischen Bibliotheken Dresden – Adam-Ries-Bund e. V. – »Friede hilft!«
- 2017: Mosaika e. V., Bischofswerda und Petra Hering, Königstein – Radebeuler Handballverein e. V. – AG Spurensuche der Rudolf-Hildebrand-Schule Markkleeberg – Kirchengemeinde Markkleeberg West – Simone Bohne, Colditz
- 2018: Karabat e. V., Nebelschütz und Giro e. V., Leipzig – Jürgen Göbel, Mülsen – Uwe Niedersen, Torgau – Christoph Hufeland, Oberschule Plauen – Jacqueline Schech, Dresden – Kulturinitiative Zwenkau e. V.
- 2019: Generationenbahnhof Erlau e. V. – Förderverein Wehrkirche Triebel e. V. – Christine Voigtländer, Siebenlehn – Elk Messerschmidt vom Verein Rennstall Rabutz, Wiedemar – Forikolo e. V.
- 2020: Jugendteam Torgau – Aktion Kinderherzen Erzgebirge – Ortsverein »Drei weiße Birken« Helbigsdorf e. V. – Wunder Land e. V., Kleinwachau – AG Tansania im ev.-luth. Kirchenbezirk Bautzen-Kamenz
- 2021: Buntmacher*innen e. V., Chemnitz – Kirche im Laden e. V., Falkenstein/Vogtland – Heimatverein Königsbrück und Umgebung e. V. – nature support e. V., Gerichshain – Tschernobylinitiative Ottendorf-Okrilla e. V.
- 2022: Lennard Roth, Freiberg – Kerstin Baumbach, Zwickau – Henrik Mroska (Sanierung der Rittergutskirche Kleinliebenau) – Tierparkförderverein Limbach-Oberfrohna e. V. – Miriquidi goes Africa e. V., Bärenstein
- 2023: Sportverein Triebel e. V., Vogtland – Kriseninterventionsteam Leipzig  e. V. – Henry Stuff (Eckartsberg) – Sabine Kühne (Lohmen)  – Sabine Wetter vom Interplast Germany e. V., Sektion Sachsen (Dresden)
- 2024: Heimat- und Schulverein Erla-Crandorf e. V. – Sebastian Kreß und Lothar Gulbins, Sebnitz-Hohnstein – Bürgerverein Stadtmühle Groitzsch e. V. Sektion Frauentreff – Imkerverein Oberlichtenau e. V. – Reiner Klitzsch und der Kinderhilfe Westafrika e. V.